# Patagóniai bűzösborz
A patagóniai bűzösborz (Conepatus humboldtii) az emlősök (Mammalia) osztályának a ragadozók (Carnivora) rendjébe, ezen belül a bűzösborzfélék (Mephitidae) családjába tartozó faj.

## Előfordulása
Patagónia síkságain található meg Dél-Amerika déli részén, Argentína és Chile területén.

## Megjelenése
Szőre fekete és a két csík a hátán fehér. Testhossza 50–60 cm, ebből a farok 15–18 cm. Testtömege 1100-4500 g.

## Életmódja
A patagóniai bűzösborz magányos állat és éjjel aktív. A bűzösborzfélék családjának többi fajához hasonlóan a patagóniai bűzösborz bűzt spriccel a támadójára. Tápláléka gerinctelenek, madarak, kisebb emlősök, kétéltűek, hüllők, halak, magvak, diófélék és gyümölcsök. Élettartamáról keveset tudunk, fogságban 7 évig él.

## Szaporodása
A 9 hétig tartó vemhesség végén a nőstény 3-7 kölyköt hoz világra. 2 hónaposan kerül sor az elválasztásra.